# Sarpsborg
Sarpsborg é uma comuna e uma cidade fluvial da Noruega, no condado de Viken, com 407 km² de área e 51.000 habitantes  . Situa-se na margem do rio Glomma, com fábricas de polpa de fruta, papel, zinco, tecidos e celulose.
Está distante da capital norueguesa de Oslo cerca de 90km, com a qual conecta-se por estrada, linhas de ônibus e de trem. 

## História
Sarpsborg irá comemorar, em 2016, seu aniversário oficial de 1.000 anos, já seus primeiros colonizadores lá chegaram há cerca de 7.000 anos, numa época onde o nível do mar era 50 metros acima do que é hoje. 
Sarpsborg é uma das cidades mais antigas da Noruega, fundada com o nome original de Borg em 1016 pelo rei Olavo II, o Santo. O rei navegava pelo rio Glomma desde a sua foz, quando viu sua viagem ser bloqueada pela grande cahoeira de Sarpefossen, que impedia a navegação rio acima. Logo após a cachoeira, foi fundada por Olavo II uma cidade, onde construiu uma residência real. Sarpsborg foi a primeira cidade da Noruega a ser capital e sede do Tribunal de Justiça do Parlamento, e os distritos a leste de Oslo (Borgarsysla) foram governados a partir daqui. Os reis por muitas vezes passarram o inverno na cidade de Borg, provavelmente por seu clima mais ameno. 
Em 1030 Nidaros tornou-se a capital, que nos séculos seguintes seria sucedida por Konungahella (Kungälv) e Bergen (Björgvin), e finalmente Oslo, que seria a última e atual capital do país desde 1314.
A partir dos anos 1200, tornou-se comum chamar a cidade de Sarpsborg. Desde a Era Viquingue, as empresas Hafslund Manor e Borregaard Manor, cada qual em um lado de Sarpsfossen, se caracterizaram pelo desenvolvimento Sarpsborg, estando ambas, até hoje, entre os maiores grupos industriais do país. 
Durante a Guerra Nórdica (1563-1570) os suecos incendiaram a cidade, e o rei Fredrik II decidiu reconstruir a cidade mais próxima da foz do rio Glomma, sendo fundada uma nova cidade, mais moderna e fortificada, nomeada, por motivos óbvios, de Fredrikstad (lugar de Fredrik, em tradução livre).
Em 1702, houve uma trágica inundação, quando os restos da cidade desapareceram num grande deslizamento de terra, e Sarpsborg reconquistou seu título de cidade. 

## Indústria
A cidade é a sede das grandes empresas norueguesas Borregaard (bio-refinaria) e Borg bryggeri (cervejaria).

## Geografia
Sarpsborg está situada no sul do condado de Østfold. Parte da municipalidade, incluindo sua região central, está construída sobre uma elevação glacial primitiva, e portanto encontra-se numa localização superior às demais áreas do seu entorno.
Sua zona rural é diversificada e rica, com florestas, rios e lagos, e sua área costeira possui praias.
A cidade tem sua história intrisincamente ligada à cachoeira de Sarpsfossen, a última do rio Glomma, o maior rio da Noruega e da Escandinávia.
Sarpsfossen é a maior cachoeira da Europa. Embora a suíça quedas do Reno e a islandesa Dettifoss reclamem o título de maiores quedas de água europeias, ambas possuem uma vazão de água média entre 200 e 500 m³/s, enquanto Sarpsfossem tem um volume de água de aproximadamente 577 m³/s. Logo acima da cachoeira há uma ponte rodoviária com um mirante, além de outros mirantes a leste das corredeiras.
Após uma primeira experiência de produçao de energia em 1892, em abril de 1978 foi enfim construída uma hidrelétrica em Sarpsfossen, reformada em 2009, com uma capacidade total de 80 MW, e uma produção anual de cerca de 530 GWh.

## Turismo e Cultura
Sarpsborg é a única cidade norueguesa que remonta à Idade Média, cuja data de fundação foi estabelecida com certeza. Foi um típico exemplo de fortificação viquingue, com uma muralha curvada situada sobre um promontório projetado perto da cachoeira, e continuada com dois portões, igrejas e um palácio real. Por ocasião do 950° aniversário de fundação da cidade, em 1966, Hallvard Trætteberg, um reconhecido artista norueguês e conselheiro governamental especialista em nobreza, fez um estudo detalhado dos primeiros selos de bairro da cidade.
Sarpsborg possui um centro de visitantes aberto de segunda a sábado.
Horários de funcionamento: Segunda a Sexta-Feira: de 9 às 16h; Sábados de 9 às 14h, apenas no verão.

## Clima
Sarpsborg tem um histórico de possuir os dias mais ensolarados na Noruega, de acordo com o Instituto Meteorológico norueguês.
Sarpsborg tem um clima temperado, com a menor temperatura média sendo em fevereiro (-3,8 ° C) e a maior em julho (16,0 ° C). Sarpsborg por vários anos na década de 2000 foi considerada a cidade com mais dias de sol do país, e eleita como a de melhor clima de verão da Noruega em 2008, baseado numa combinação de dias encobertos, temperatura e precipitação.
| Média diária 2000–2013 | Jan | Fev | Mar | Abr | Mai | Jun | Jul | Ago | Set | Out | Nov | Dez |
| ---------------------- | --- | --- | --- | --- | --- | --- | --- | --- | --- | --- | --- | --- |
| Máxima (°C)            | 1°  | 1°  | 5°  | 11° | 16° | 20° | 22° | 21° | 17° | 11° | 6°  | 2°  |
| Mínima (°C)            | –4° | –4° | –2° | 3°  | 7°  | 11° | 14° | 13° | 9°  | 5°  | 1°  | –3° |

| Médias para Sarpsborg  | Jan  | Fev  | Mar  | Abr | Mai  | Jun  | Jul  | Ago  | Set  | Out | Nov | Dez  | Anual |
| ---------------------- | ---- | ---- | ---- | --- | ---- | ---- | ---- | ---- | ---- | --- | --- | ---- | ----- |
| Temperatura média (°C) | −3,7 | −3,8 | −0,1 | 4,4 | 10,3 | 14,6 | 16,0 | 15,0 | 11,1 | 6,8 | 1,5 | −2,0 | 5,8   |
| Chuva (mm)             | 58   | 46   | 53   | 44  | 63   | 75   | 80   | 93   | 96   | 112 | 93  | 67   | 880   |